# Suprematismus
Suprematismus je umělecké hnutí z počátku 20. století, jehož podstatou je geometrická abstrakce. V roce 1915 ho založil rusko-polský malíř Kazimír Malevič, když vystavil svůj obraz Černý čtverec. Někteří členové ruské avantgardy v jeho duchu tvořili do počátku 30. let.

## Suprematismus Kazimíra Maleviče

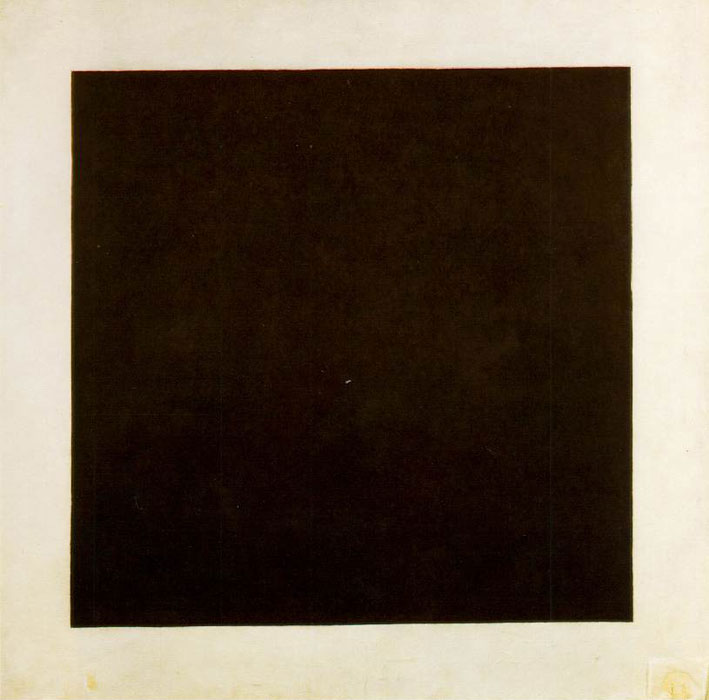
Kazimír Malevič: Černý čtverec, 1915

Ve 2. desetiletí 20. století vzniká v malířství směr později nazývaný geometrická abstrakce. Je pokračováním negativního vymezování vůči impresionistickému předmětnému a pocitovému stylu malířství. Umělci docházeli k podobnému ztvárnění světa nezávisle na sobě. V roce 1912 namaloval František Kupka slavnou Dvoubarevnou fugu, ve stejné době vytváří geometrické kompozice Vasilij Kandinskij.
Nejpozději roku 1915 vystavil Kazimír Malevič obraz Černý čtverec, nazývaný také Černý čtverec na bílém pozadí. Tímto aktem se obecně datuje vznik suprematismu. Na jeho počátku však stála práce na opeře Vítězství nad sluncem z roku 1913, na jejímž vzniku se spojili čtyři ruští avantgardní umělci: Velimir Chlebnikov, Michail Matuškin, Alexej Kručonych a Malevič, který navrhl kostýmy a výpravu. Na skice k 5. obrazu opery se objevuje kombinace čtverců a trojúhelníků, která Maleviče inspirovala k Černému čtverci.
"Nevynalezl jsem nic, jen noc, a zahlédl jsem to nové, co jsem nazval suprematismus. Formulovalo se to ve mně v černé ploše, která vytvořila čtverec a potom kruh. V nich jsem uviděl nový barevný svět."  Termín „suprematismus“ odvodil Malevič z latinského slova „suprematia“, které lze přeložit jako nadvláda, převaha. Myslel tím, že barva a forma mají mít převahu nad zobrazováním předmětné skutečnosti. Zároveň ale měly mít „čisté pocity“, jinými slovy senzibilita, převahu nad racionální geometrickou konstrukcí. Barevné geometrické obrazce: čtverce, obdélníky, trojúhelníky, nepravidelné mnohoúhelníky, kruhy a kříže, většinou na bílém pozadí, vytvářejí svět suprematismu. Základní Malevičovou premisou bylo, že malířství má být nepředmětové, že jeho smyslem není zobrazovat jen přírodní formy (hory, řeky, lidi). I jeho základní teoretické dílo, vydané roku 1927 Bauhausem v Dessau, se jmenuje Ne–předmětový svět. Důležitou roli zde hraje všudypřítomná zářivá barva, která je podle Maleviče základní substancí vesmíru.

## Ohlas, rozšíření a konec suprematismu

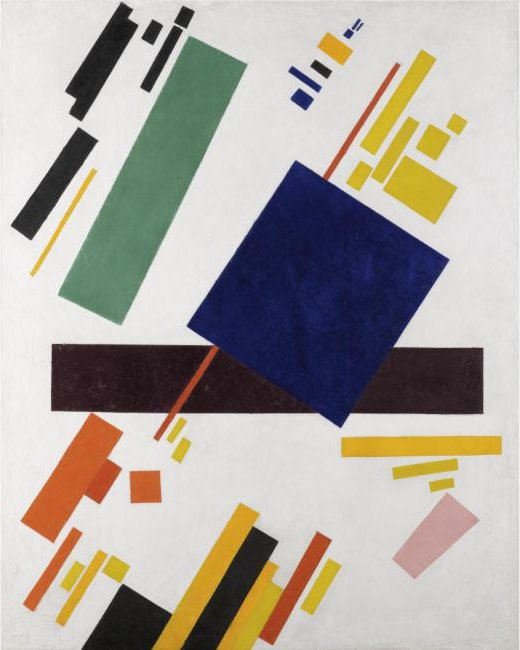
Kazimír Malevič: Suprematická kompozice, 1916

Malevičův suprematismus inspiroval za jeho života řadu významných ruských avantgardních umělců, mezi něž patří zejména Ivan Puni, Ljubov Popovová, Alexandr Rodčenko, Naděžda Udalcovová, Ivan Kljun, Nikolaj Suetin, Pavel Mansurov, Alexandra Exterová, Varvara Stěpanovová a Olga Rosanovová. Suprematismus měl vliv na tvorbu sochaře a malíře Vladimíra Tatlina, který je známý zejména jako zakladatel konstruktivismu. Nejvýznamnějším ruským umělcem, který byl suprematismem ovlivněn, byl El Lisickij. V letech 1922 a 1923 představil tvorbu svou a dalších „suprematických“ umělců v galeriích v Berlíně, Hannoveru a Drážďanech a tím jejich dílo zpřístupnil i západoevropské veřejnosti. V Rusku se umělci ovlivnění suprematismem představili roku 1919 na velké 10. národní výstavě v Moskvě, kde shrnuli dosavadní výsledky své činnosti. Suprematismus byl inspirativní i pro umělce mimo Rusko. Pod jeho vlivem byl po určitou dobu architekt Frank Lloyd Wright, ovlivnil sochaře Alexandra Caldera, Antoine Pevsnera nebo Nauma Gaboa.
Malevič založil suprematismus za první světové války. V roce 1917 se moci v Rusku zmocnili bolševici. Revoluce v umění v prvních letech probíhala paralelně s revolucí politickou. Zhruba od roku 1921, kdy Lenin vyhlásil tzv. Novou ekonomickou politiku (NEP), ale přestal režim ruskou avantgardu a tím i suprematismus podporovat. Malevič musel postupně opustit dvě umělecké školy, kde působil jako pedagog, tisk jeho práce Teorie doplňkových elementů v malířství byl zakázán. V roce 1932 ustanovil Stalin socialistický realismus jako jedinou přípustnou uměleckou formu a suprematismus byl definitivně pohřben. Teprve za perestrojky, v roce 1988, byla Malevičovi v Petrohradě uspořádána retrospektivní výstava.

## Galerie

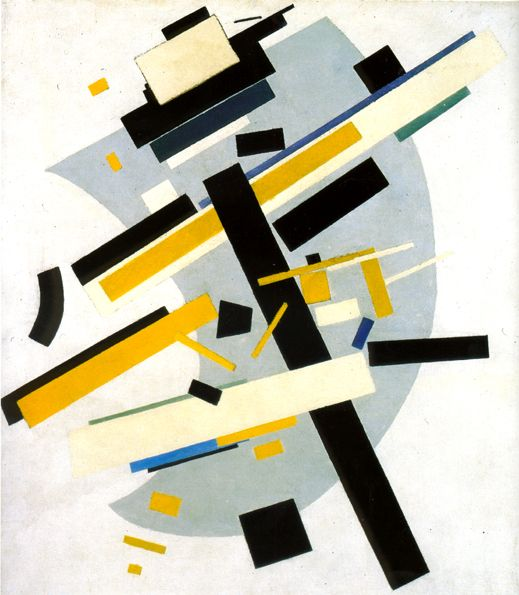
Kazimír Malevič: Supremus 58, 1916
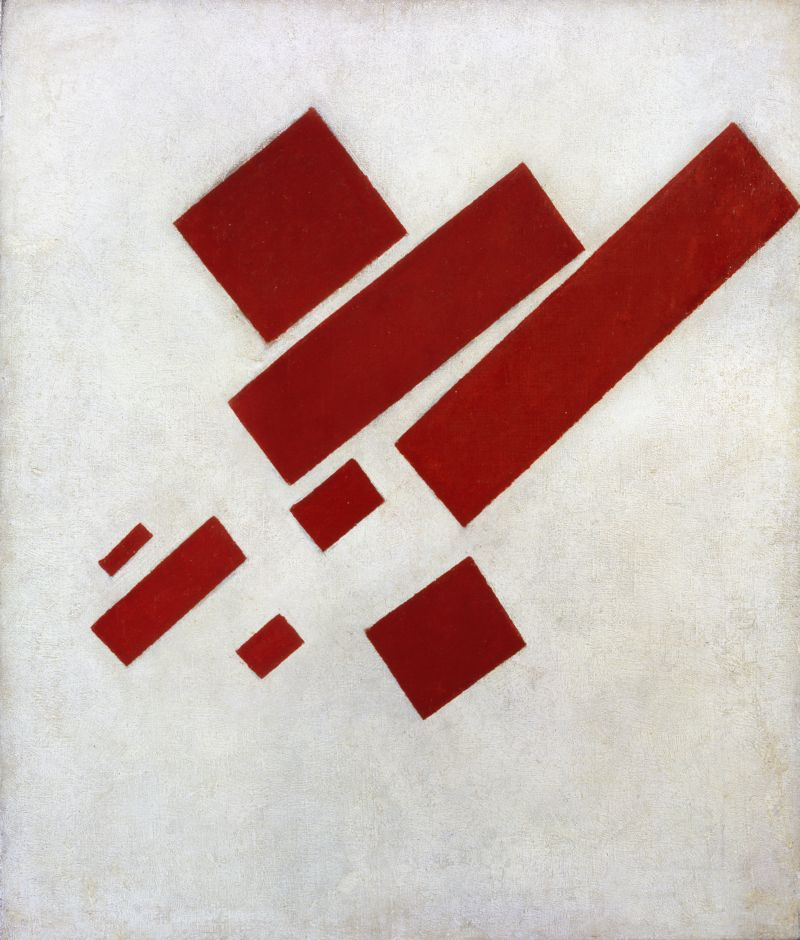
Kazimír Malevič: Osm červených obdélníků, 1915
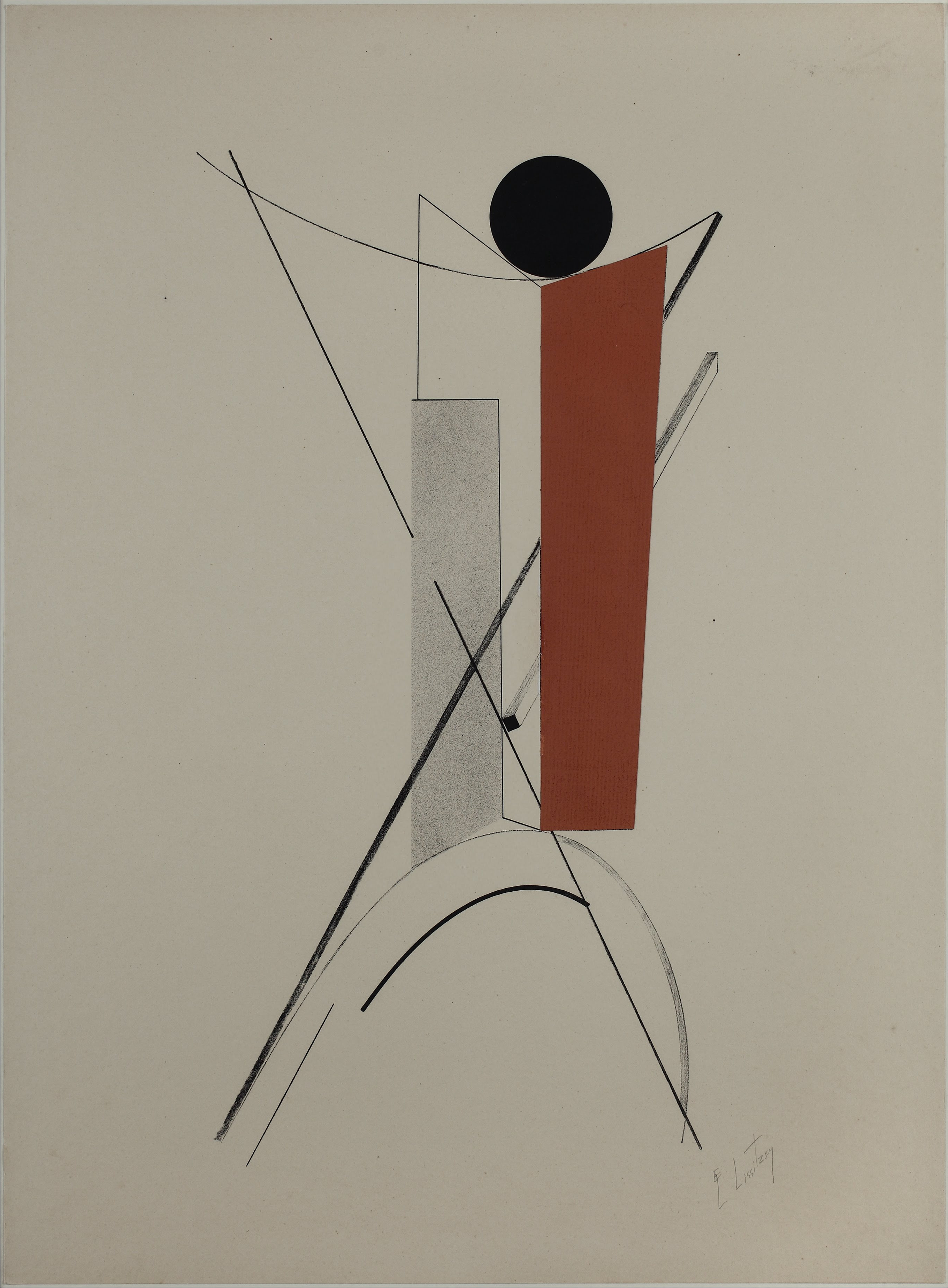
El Lisickij: Proun, 1923
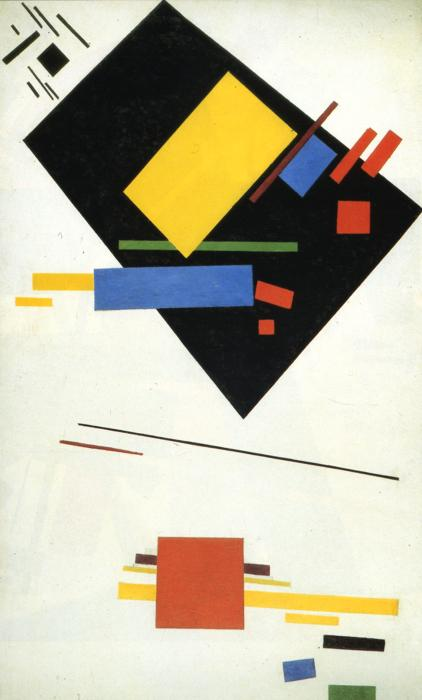
Kazimír Malevič: Suprematismus, 1915
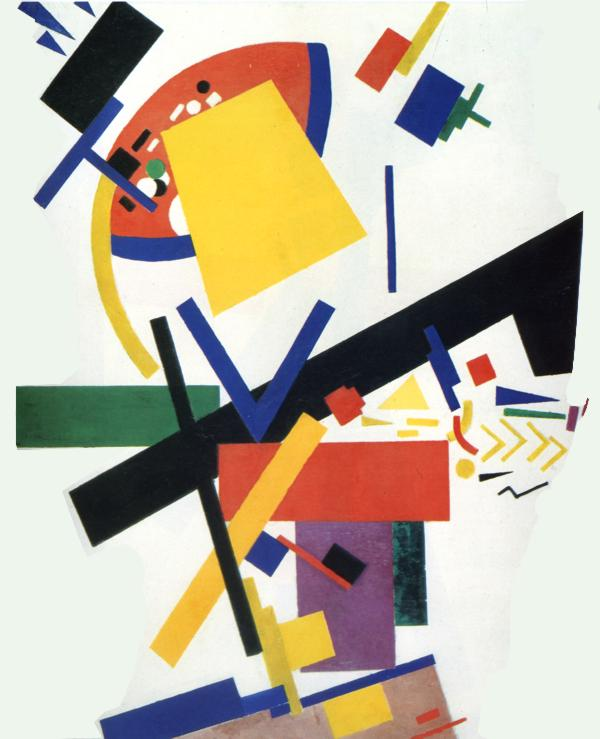
Kazimír Malevič: Suprematismus, 1915